# Bassanne
Bassanne ist eine französische Gemeinde mit 131 Einwohnern (Stand 1. Januar 2022) im Département Gironde in der Region Nouvelle-Aquitaine; sie gehört zum Arrondissement Langon und zum Kanton Le Réolais et Les Bastides.

## Geographie
Die Gemeinde liegt rund 50 Kilometer südöstlich von Bordeaux.
Nachbargemeinden sind:
- Floudès im Nordosten,
- Puybarban im Osten,
- Pondaurat im Süden,
- Castillon-de-Castets im Südwesten und
- Barie im Nordwesten.

Das Gemeindegebiet wird vom gleichnamigen Fluss Bassanne und dem Schiffahrtskanal Canal latéral à la Garonne (deutsch: Garonne-Seitenkanal) durchquert.

## Bevölkerungsentwicklung
| Jahr      | 1968 | 1975 | 1982 | 1990 | 1999 | 2006 | 2010 | 2016 |
| Einwohner | 113  | 104  | 104  | 92   | 87   | 82   | 91   | 120  |

## Sehenswürdigkeiten
- Kirche Saint-Pierre aus dem 13. Jahrhundert
- Moulin de Piis, ehemalige Mühle aus dem 13. Jahrhundert

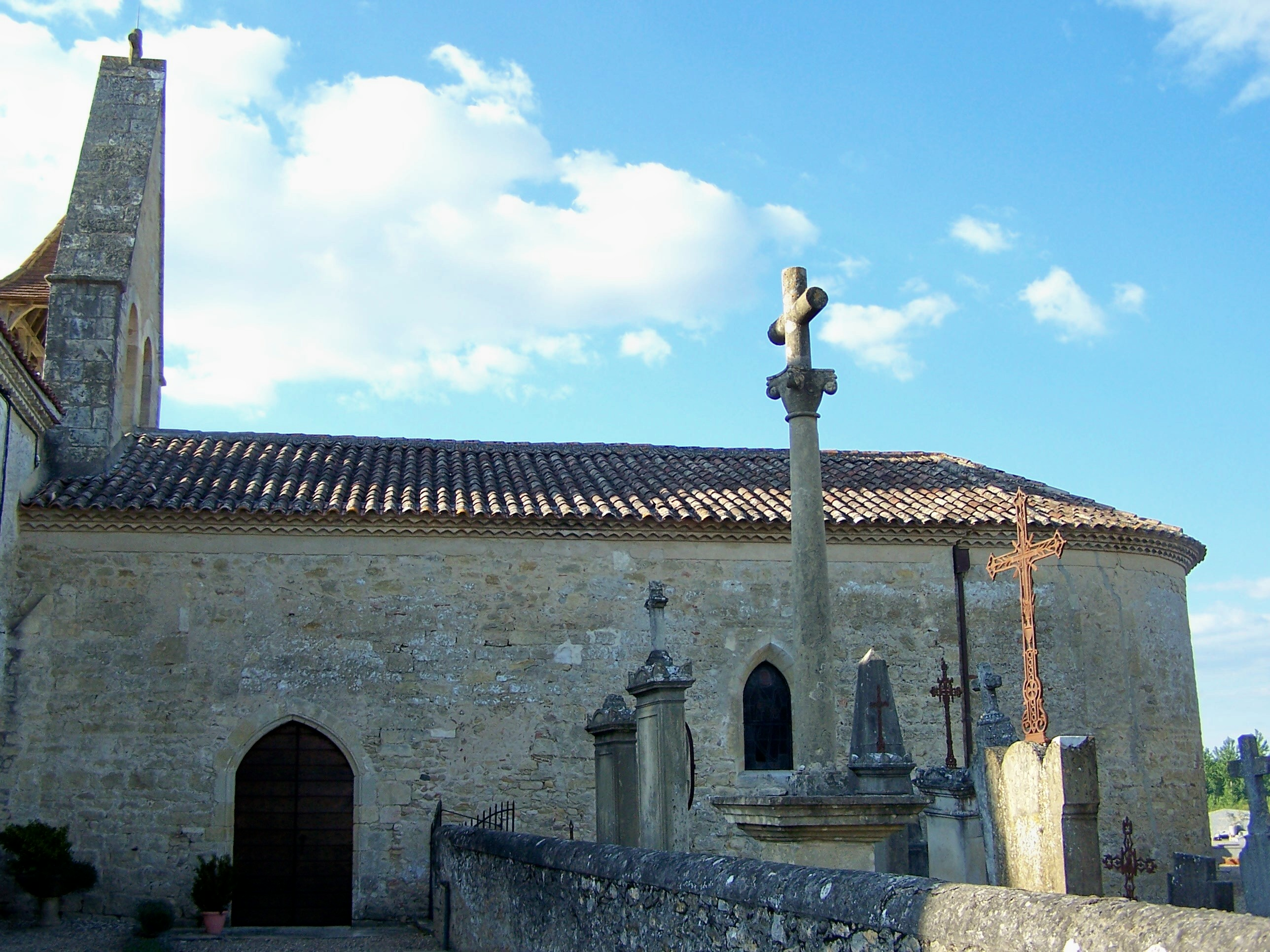
Kirche Saint-Pierre